# Publius Cornelius Lentulus Sura
Publius Cornelius Lentulus Sura (? – Róma, Kr. e. 63. december 5.) római politikus, az előkelő patricius Cornelia gens tagja, a Catilina-összeesküvés egyik vezetője volt. Nagyapja, Publius Kr. e. 162-ben consul suffectus vol, apjáról nevén kívül nem tudunk semmit.
Sulla quaestora volt Kr. e. 81-ben, Caius Verres neki és Lucius Triariusnak számolt be megvesztegetéséről Gallia Cisalpinában. Nemsokára Surát is megvádolták ugyanezzel, de a vádat később ejtették. Állítólag ekkor kapta lábikra jelentésű agnomenjét, mivel Plutarkhosz szerint a felelősségre vonás hírére megvetően kitette a vádliját, mint a fiúk, ha hibát vétenek a labdajátékban.
Kr. e. 75-ben praetor lett, Quintus Hortensius Hortalus alatta mentette fel a visszaélésekkel megvádolt Terentius Varrót. Kr. e. 71-ben Cnaeus Aufidius Orestes kollégájaként consul lett, Kr. e. 70-ben mégis kizárták a senatusból erkölcstelen életére való tekintettel. Valószínűleg ez vezette az összeesküvők közé. Állítólag valamiféle jóslatok is megerősítették hitében, miszerint például Rómát három Cornelius fogja uralni, és Lentulus úgy vélte, ő lehet a harmadik Cinna és Sulla után. Magas származása miatt arra is építhetett, hogy a konspirációban vezető helyet foglalhat el.
A senatusba visszatérni vágyó Lentulus Kr. e. 63-ban ismét praetorrá választatta magát. Amikor a megvádolt Lucius Sergius Catilina elhagyta Rómát, helyetteséül őt hagyta hátra. Tehetetlensége és határozatlansága azonban megmentette a várost és az előkelőségeket a pusztulástól. Ugyanis míg Catilina Etruriából kiindulva hadakat toborzott, helyettese késlekedett a senatus elleni akcióval, inkább a kelta allobrogokkal kezdett tárgyalni. Ezek a huzavona láttán felfedték Cicero consulnak a tárgyalásokat, ő pedig buzdította őket, hogy minél több írásos dokumentumot készítsenek az egyezkedésről. Ezek alapján az összeesküvőket sikerült lefülelni és elítéltetni.
A hazaáruló praetort megfosztották címétől, Publius Cornelius Lentulus Spinther aedilis őrizetére bízták, majd december 5-én megfojtották a Capitolium alatti börtönben. Később Marcus Antonius, Sura nevelt fia azzal vádolta meg a szónokot, hogy nem engedte Surát eltemettetni.
A források szerint Sura megnyerő, erőteljes hangú, méltóságteljes fellépésű, bár kissé lassú beszédű ember volt.